# Diecezja Los Ángeles
Diecezja Los Ángeles – rzymskokatolicka diecezja w Chile, z siedzibą w Los Ángeles.
Obejmuje ona obszar prowincji Biobío (z wyjątkiem gmin Cabrero i Yumbel podporządkowanych archidiecezji Concepcion) w regionie Biobío.